# Paradis d'enfer
Paradis d'enfer est une série télévisée française en 40 épisodes de 25 minutes créée par Christian Bouveron et Christine Coutin , réalisée par Dominique Masson, Philippe Roussel ,et Emmanuel Fonlladosa. La série est diffusée à partir du 27 octobre 1997 à 18h sur TF1. Il s'agit d'une série dérivée de Jamais deux sans toi...t, dans laquelle apparaissaient déjà les personnages de Léo Vincenti et Jennifer Martignac, interprétés par Xavier Vilsek et Stéphanie Lagarde.
Faute d'audience suffisante, la diffusion s'arrête au 15e épisode le 14 novembre 1997.
L'intégralité sera rediffusée à 6h10 du matin du 7 mars 2001 au 16 avril 2002 sur TF1.

## Synopsis
Clara et son cousin Léo, accompagné de sa fiancée Jenny, arrivent à Saint Tropez pour reprendre l'hôtel que leur tante leur a confié.
Ils se retrouvent donc tous les trois responsables de « Lou Paradou », charmant hôtel tropézien qu'ils doivent relancer...
Pour Léo et Jenny, reprendre "Lou Paradou" est un véritable défi, et un grand tournant : ils ne connaissent ni Saint Tropez, ni le métier d’hôtelier.
Ils vont voir défiler à l'hôtel les personnalités les plus diverses et les plus insensées...

## Distribution
- Stéphanie Lagarde : Jennifer
- Véronika Loubry : Clara
- Xavier Vilsek : Léo
- Franck de Lapersonne : Wilfried
- Jean-Marie Lamour : Maxime
- Sophie Favier : Sophie
- Macha Béranger : Athénia
- Isabelle Giami : Angèle
- Laurent Hennequin : Franck
- Isabelle Tanakil (épisode Les menteurs)

## Épisodes
- 01 Une journée en enfer
- 02 J'ai épousé une milliardaire
- 03 Un prince au Paradou
- 04 Un père et manque
- 05 L'une ch... L'autre pas
- 06 Inspecteur varie
- 07 Eau et garces à tous les étages
- 08 Une fête de trop
- 09 Mon nom est Léon
- 10 Maxi copie
- 11 Cosmo test
- 12 La cousine indigne
- 13 Coquillages et crustacés
- 14 Le jeu de l'amour et des Nanars
- 15 Johnny, je t'aime
- 16 Sale trentaine
- 17 Y a-t-il une vie après le mariage
- 18 La bohème
- 19 Histoire d'os
- 20 J'ai oublié de l'oublier
- 21 L'indic ad hoc
- 22 Manou Reva
- 23 Les vies secrètes de Clara, mytho
- 24 Tous contre un
- 25 Les menteurs
- 26 Ce fou de balle
- 27 Le regret
- 28 Les producteurs
- 29 Certains l'aiment froid
- 30 Vive la mariée
- 31 Divorce à la tropézienne
- 32 Un client extra
- 33 C'est cool
- 34 Fugue princière
- 35 Fugue épicière
- 36 Copain copine
- 37 Love poursuite
- 38 Casting royal
- 39 J'ai du rêver trop fort
- 40 La corde au cou

## Commentaires
Paradis d'enfer a été créée à la suite de Jamais deux sans toi...t. En vedette invitée, on retrouve notamment Astrid Veillon, qui reprend son rôle de Charlotte Monterey de Jamais deux sans toi...t.
La série a été rediffusée sur la chaîne luxembourgeoise TTV (disponible en direct sur Internet)